# Метод Галёркина
Метод Галёркина (метод Бубнова — Галёркина) — метод приближённого решения краевой задачи для дифференциального уравнения {\displaystyle L[u]=f(x)}. Здесь оператор {\displaystyle L[\cdot ]} может содержать частные или полные производные искомой функции.

## Основа метода
Первым шагом в реализации метода Галёркина является выбор набора базисных функций, которые:
- удовлетворяют граничным условиям.
- в пределе бесконечного количества элементов базиса образуют полную систему.

Конкретный вид базисных функций определяется из специфики задачи и удобства работы. Часто применяются тригонометрические функции, ортогональные полиномы (полиномы Лежандра, Чебышёва, Эрмита и др.).
Решение представляется в виде разложения по базису:
{\displaystyle \psi (x)=\sum _{k=1}^{n}\alpha _{k}\phi _{k}(x).}
, где {\displaystyle \phi _{k}(x)} - выбранные базисные функции, {\displaystyle \alpha _{k}} - неизвестные весовые коэффициенты.
Затем приближённое решение подставляется в исходное дифференциальное уравнение, и вычисляется его невязка. Для однородного уравнения {\displaystyle L[u]=0} невязка будет иметь вид:
{\displaystyle L\left[\psi (x)\right]=N(x).}
Для неоднородного уравнения {\displaystyle L[u]=f(x)} невязка будет иметь вид {\displaystyle N(x)=L[\psi (x)]-f(x)}.
Далее выдвигается требование ортогональности невязки к базисным функциям, то есть:
{\displaystyle \int \limits _{a}^{b}{N(x)\phi _{k}(x)dx}=0.}
Отсюда получается однородная система уравнений для коэффициентов {\displaystyle \alpha _{k}} в разложении, и удаётся приближённо найти собственные значения задачи.

## Пример
Рассмотрим в качестве иллюстрации обыкновенное дифференциальное уравнение:
{\displaystyle \psi ''+\lambda \psi =0,}
с граничными условиями:
{\displaystyle \psi (0)=\psi (1)=0.}
Решение данного уравнения известно:
{\displaystyle \psi (x)=\sin \pi nx,\quad \lambda =\pi ^{2}n^{2},\qquad n=1,2..}
Для первого нетривиального решения {\displaystyle (n=1)} собственное число равно {\displaystyle \lambda =\pi ^{2}\approx 9,869...}.
Теперь применим метод Галёркина. Выберем сперва одну базисную функцию:
{\displaystyle \phi _{0}(x)=x(1-x),\qquad \psi (x)=a_{0}\phi _{0}(x).}
Подставляя в уравнение, получим невязку:
{\displaystyle N(x)=a(\phi ''+\lambda \phi ),}
и требование ортогональности невязки перепишется в виде:
{\displaystyle \int \limits _{0}^{1}{\phi ''\phi dx}+\lambda \int \limits _{0}^{1}{\phi ^{2}dx}=0.}
Отсюда очевидно:
{\displaystyle \lambda =-{\int \limits _{0}^{1}{\phi ''\phi dx} \over \int \limits _{0}^{1}{\phi ^{2}dx}}={\int \limits _{0}^{1}{(\phi ')^{2}dx} \over \int \limits _{0}^{1}{\phi ^{2}dx}}.}
В приводимом здесь примере получается {\displaystyle \lambda =10}, что менее чем на 1,5 % отличается от точного решения. Задание большего числа базисных функций позволяет уточнить уже известное значение λ, а также получить первое приближение для следующего (соответствующего n=2).
Представим решение в виде линейной комбинации n функций:
{\displaystyle \psi (x)=\sum _{k=1}^{n}\alpha _{k}\phi _{k}(x).}
Тогда невязка:
{\displaystyle N=\sum _{k=1}^{n}N_{k}(x)}.
Система уравнений для коэффициентов разложения:
{\displaystyle \sum _{k=1}^{n}\alpha _{k}\int \limits _{a}^{b}{\phi _{j}N_{k}dx}=0,\quad j=1..n.}
В этом случае собственные значения находятся из условия разрешимости системы (равенство нулю её определителя):
{\displaystyle \operatorname {det} \left(A_{jk}\right)=0,\quad A_{jk}=\int \limits _{a}^{b}{\phi _{j}N_{k}dx}}
Важно помнить, что сходимость метода Галёркина не всегда быстро достигается. Успешное применение возможно только для т. н. самосопряжённых задач, то есть инвариантных к эрмитовому сопряжению.

## Разновидности
Метод Галёркина имеет несколько усовершенствованных вариантов:
- Метод Галёркина — Петрова — разложение решения производится по одному базису, а ортогональность невязки требуется к другому.
- Метод Галёркина — Канторовича — позволяет свести уравнения в частных производных к обыкновенным дифференциальным уравнениям. Например, в двумерной задаче решение представляется в виде: {\displaystyle \psi (x,y)=\sum _{n}b_{n}X_{n}(x)Y_{n}(y),} и процедура Галёркина проводится применительно лишь к одним функциям (здесь {\displaystyle X_{n}(x)} либо {\displaystyle Y_{n}(y)}). В итоге получается система ОДУ, для решения которых существуют эффективные численные методы. Данный приём подобен известному в квантовой механике методу Хартри — Фока.

## Применение
Методы Галёркина давно применяются как для решения дифференциальных уравнений с частными производными, так и для формирования основы метода конечных элементов.
Применение метода к исследованию задач устойчивости гидродинамических течений было реализовано Г. И. Петровым, который доказал сходимость метода Галёркина для отыскания собственных значений широкого класса уравнений, включая уравнения для неконсервативных систем, такие, как например уравнения колебаний в вязкой жидкости.
В гидродинамике наиболее эффективно метод Галёркина работает в задачах о конвекции, в силу их самосопряжённости. Задачи о течениях таковыми не являются, и сходимость метода при неудачном выборе базиса может быть сильно затруднена.

## Происхождение названия
Метод приобрёл популярность после исследований Бориса Галёркина (1915). Его также применял Иван Бубнов (1913) для решения задач теории упругости. Поэтому иногда этот метод называют методом Бубнова — Галёркина. Теоретически метод был обоснован советским математиком Мстиславом Келдышем в 1942.